# Бад-Ельстер
Бад-Ельстер (нім. Bad Elster) — місто в Німеччині, розташоване в землі Саксонія. Входить до складу району Фогтланд, підпорядкованого земельній дирекції Хемніц.
Площа — 23,42 км2. Населення становить 3638 ос. (станом на 31 грудня 2020).

## Демографія
Динаміка населення (з 1964 року, станом на 31 грудня відповідного року):
| - 1834 - 701 - 1871 - 1248 - 1890 - 1120 - 1910 - 2251 | - 1925 - 3368 - 1939 - 3546 - 1946 - 3657 - 1964 - 3353 | - 1971 - 3336 - 1990 - 4701 - 2003 - 4101 - 2004 - 4060 |

## Галерея

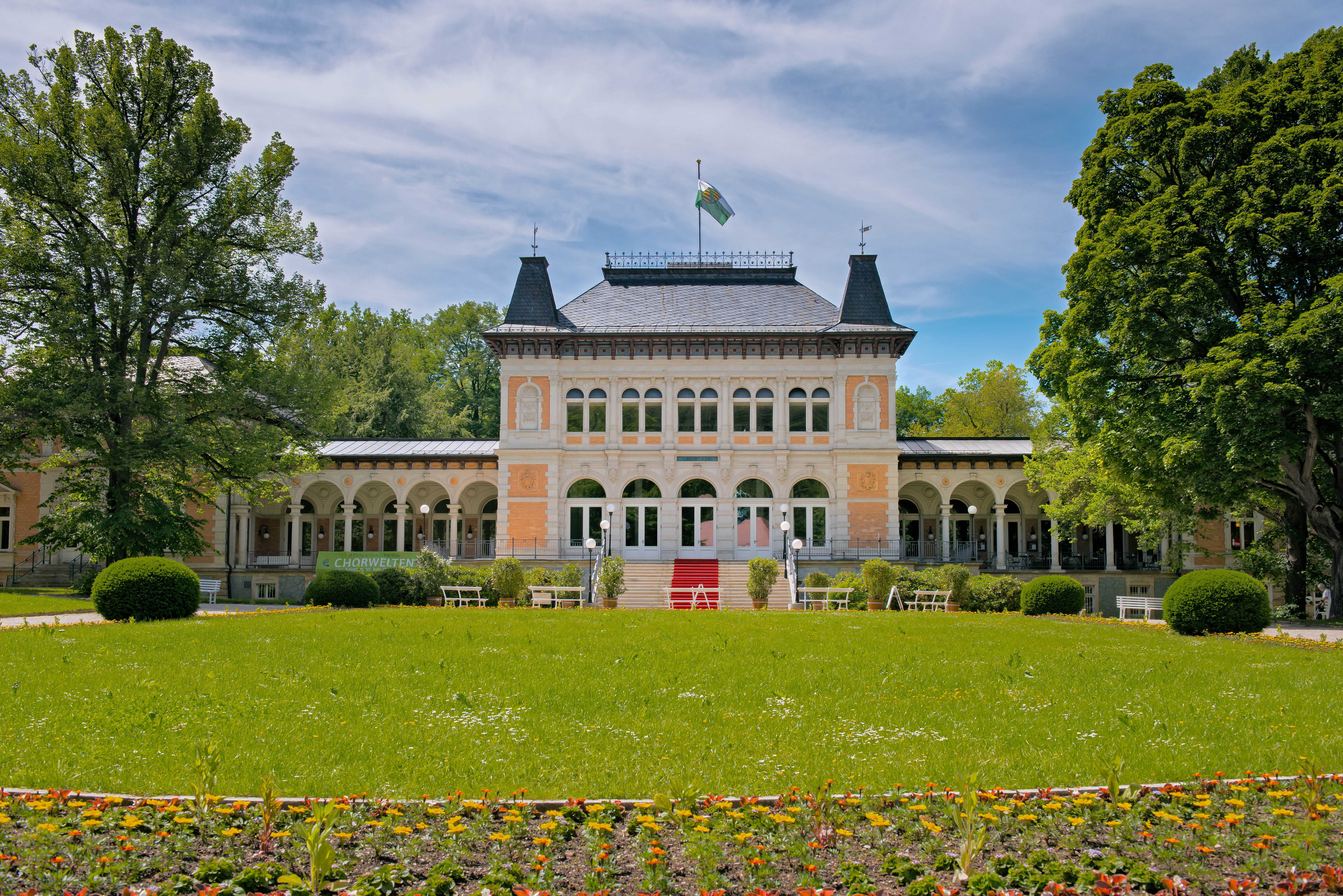
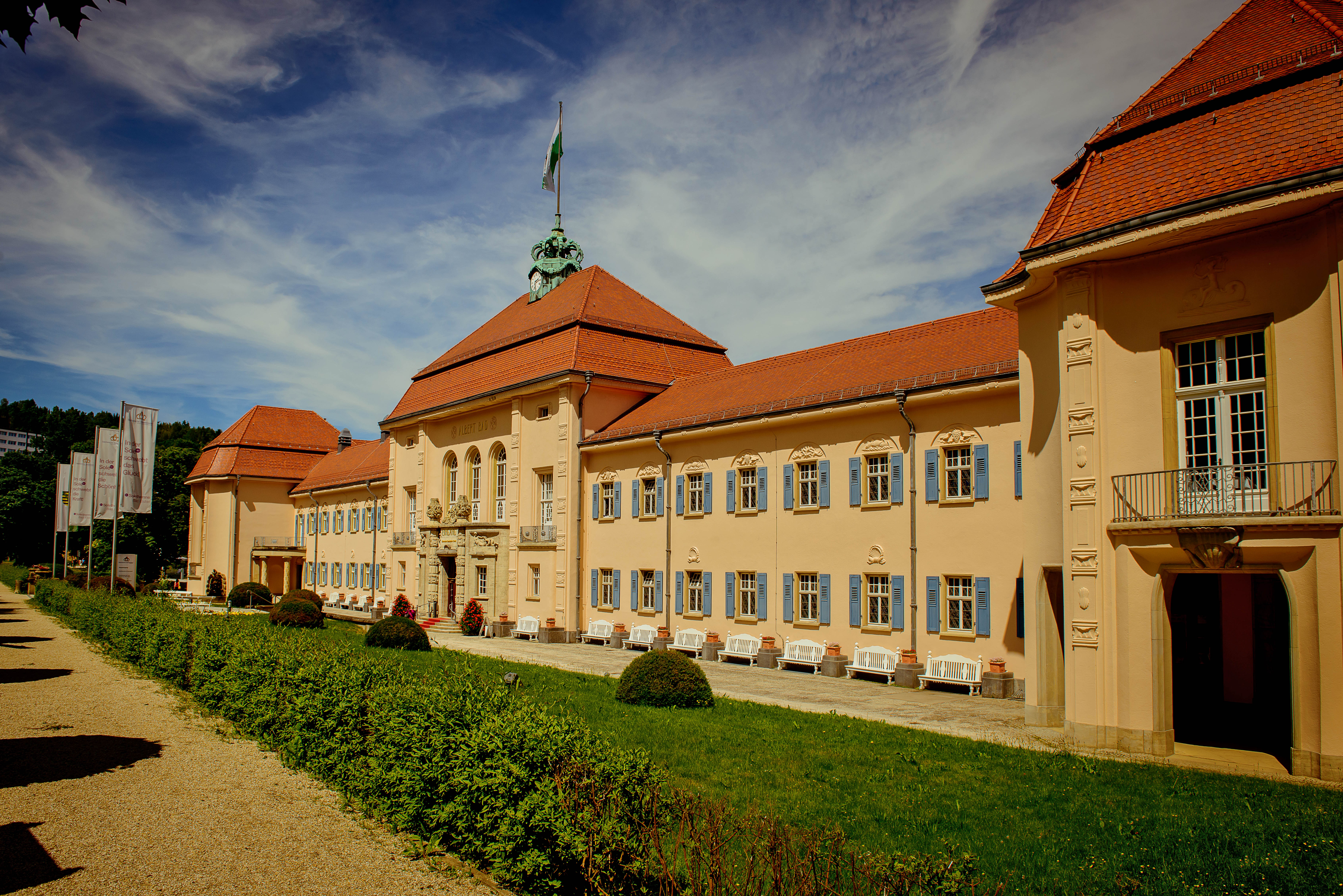
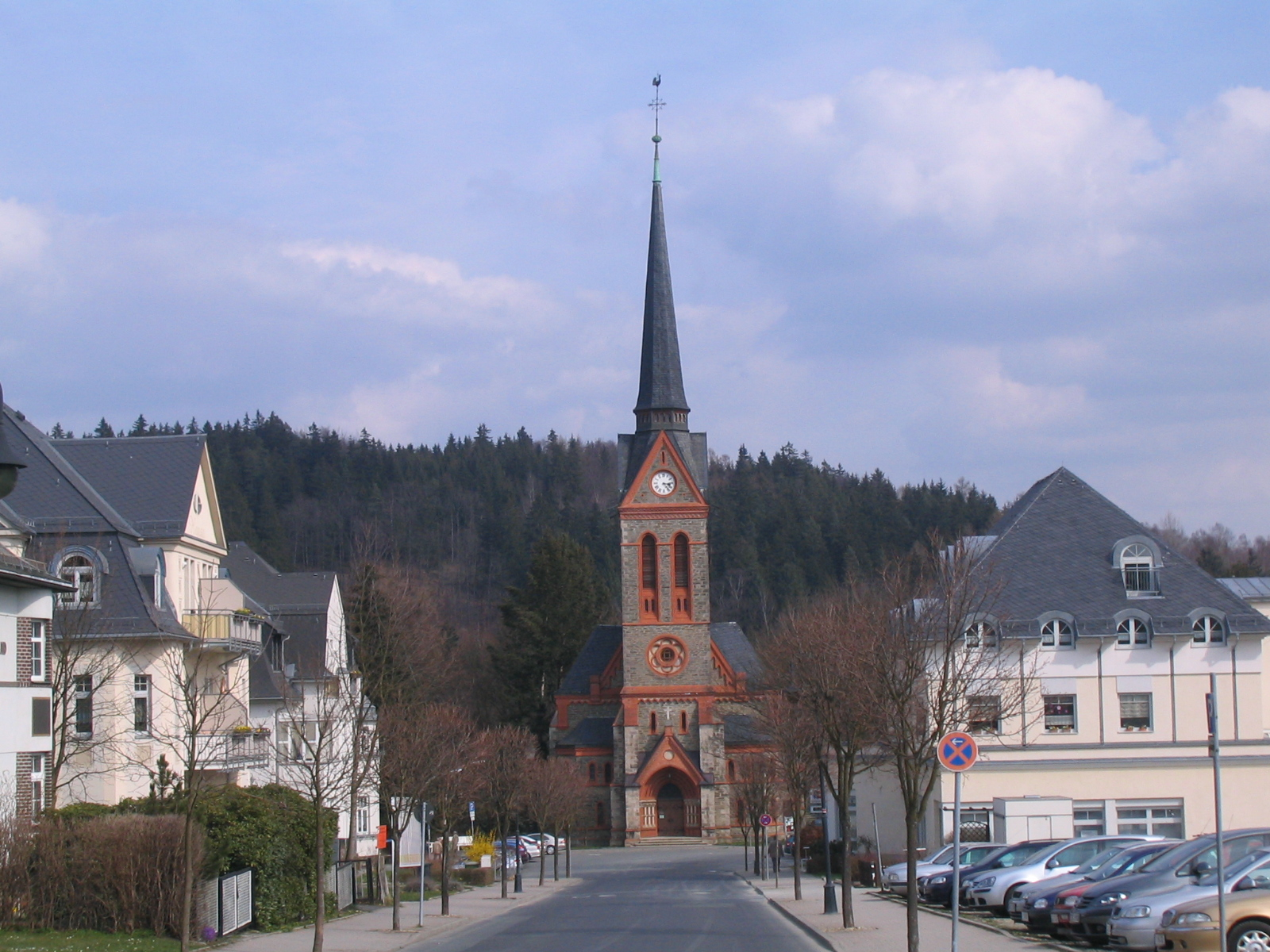
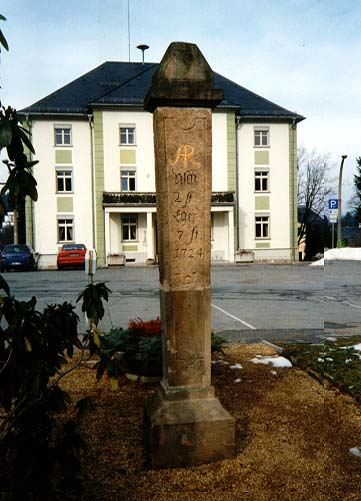
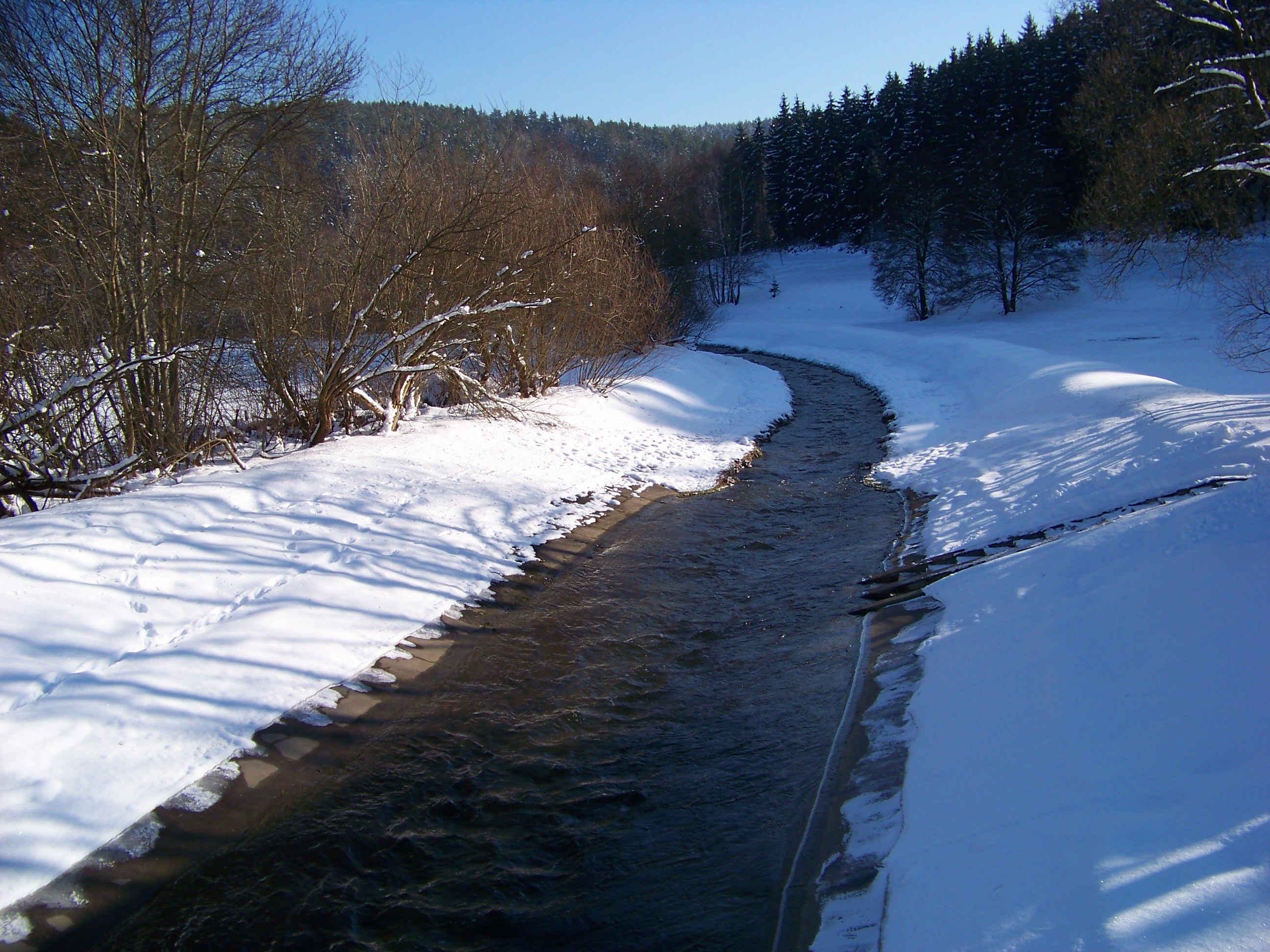
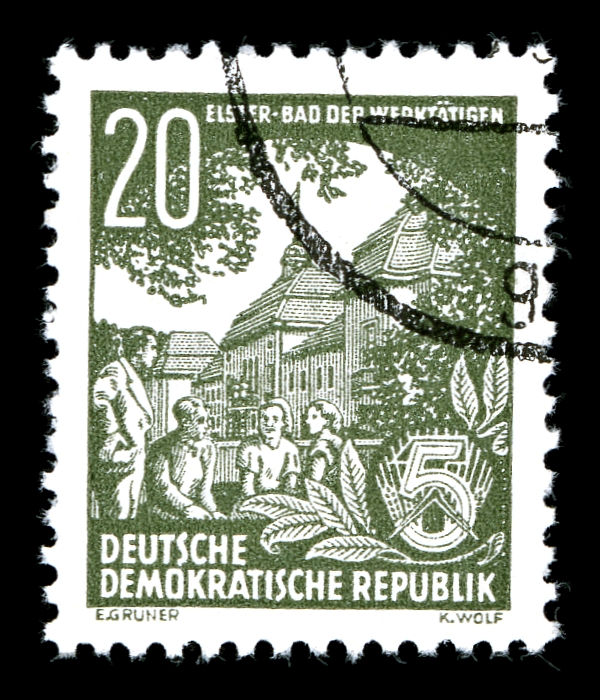